# Jaromír Janáček
Jaromír Janáček (* 18. März 1995) ist ein tschechischer Badmintonspieler. 

## Karriere
Janáček startete 2012 und 2013 bei den Badminton-Juniorenweltmeisterschaften, 2014 bei den Badminton-Mannschaftseuropameisterschaften. National wurde er 2013 Juniorenmeister. 2014 gewann er bei den Erwachsenen Bronze im Herrendoppel gemeinsam mit Pavel Drančák. Bei den Slovak International 2012 wurde er ebenfalls Dritter.